# Heliga korsets katedral
Heliga korsets katedral eller Heliga korsets grekisk-katolska katedral är en grekisk-katolsk katedral belägen i staden Uzjhorod i Transkarpatiens oblast i västra Ukraina.  
Katedralen är helgad åt Det heliga korsets upphöjelse och tillhör Mukatjevos stift. 

## Historia
Heliga korsets katedral uppfördes 1646 i barockstil.
Under Rákócziupproret (1703–1711) drabbades katedralen av viss skada. 
Under sovjettiden (1945–1991) överfördes katedralen till den rysk-ortodoxa kyrkan men den 10 oktober 1991 blev den grekisk-katolsk igen.

## Bilder

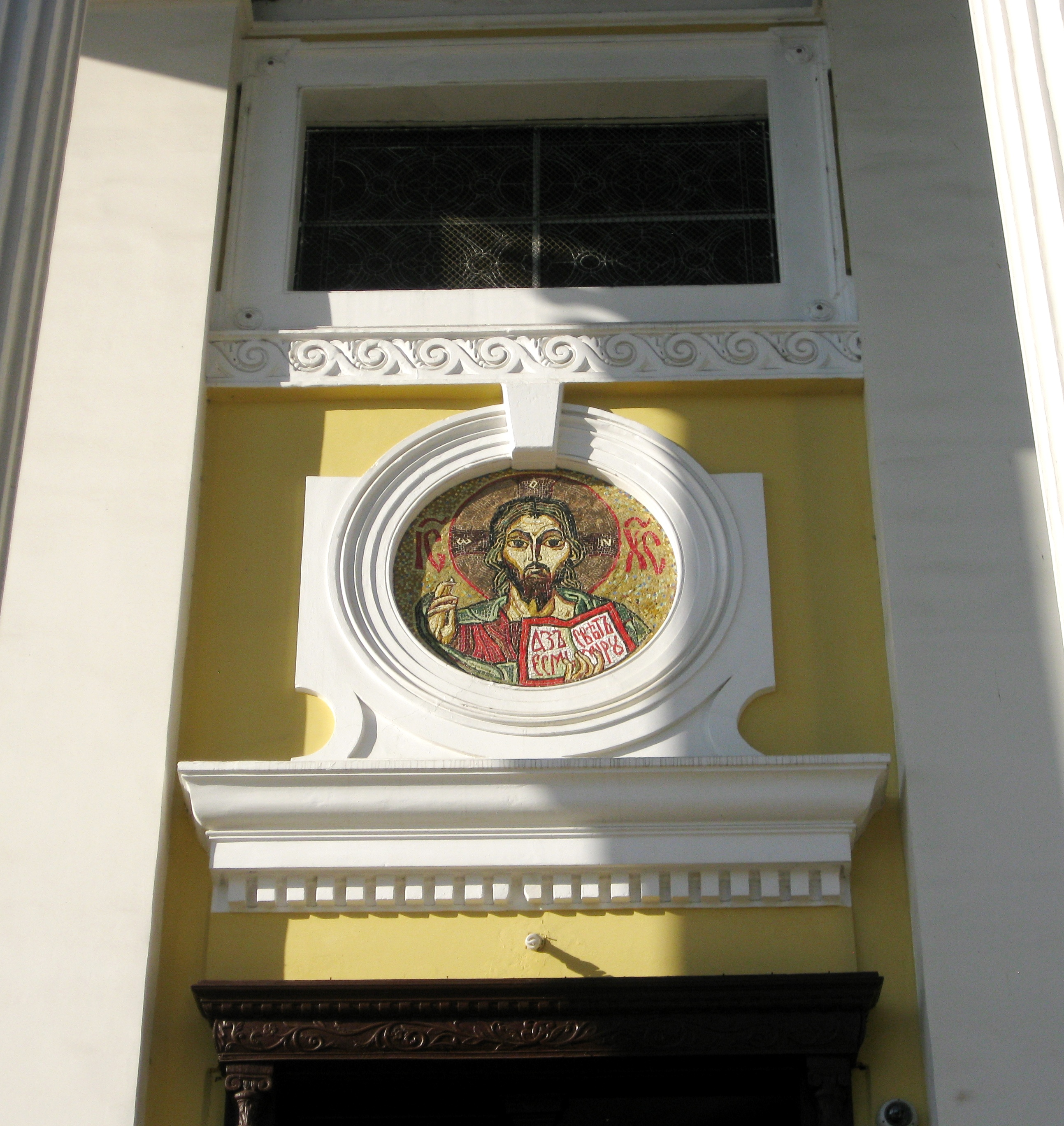
Mosaik.
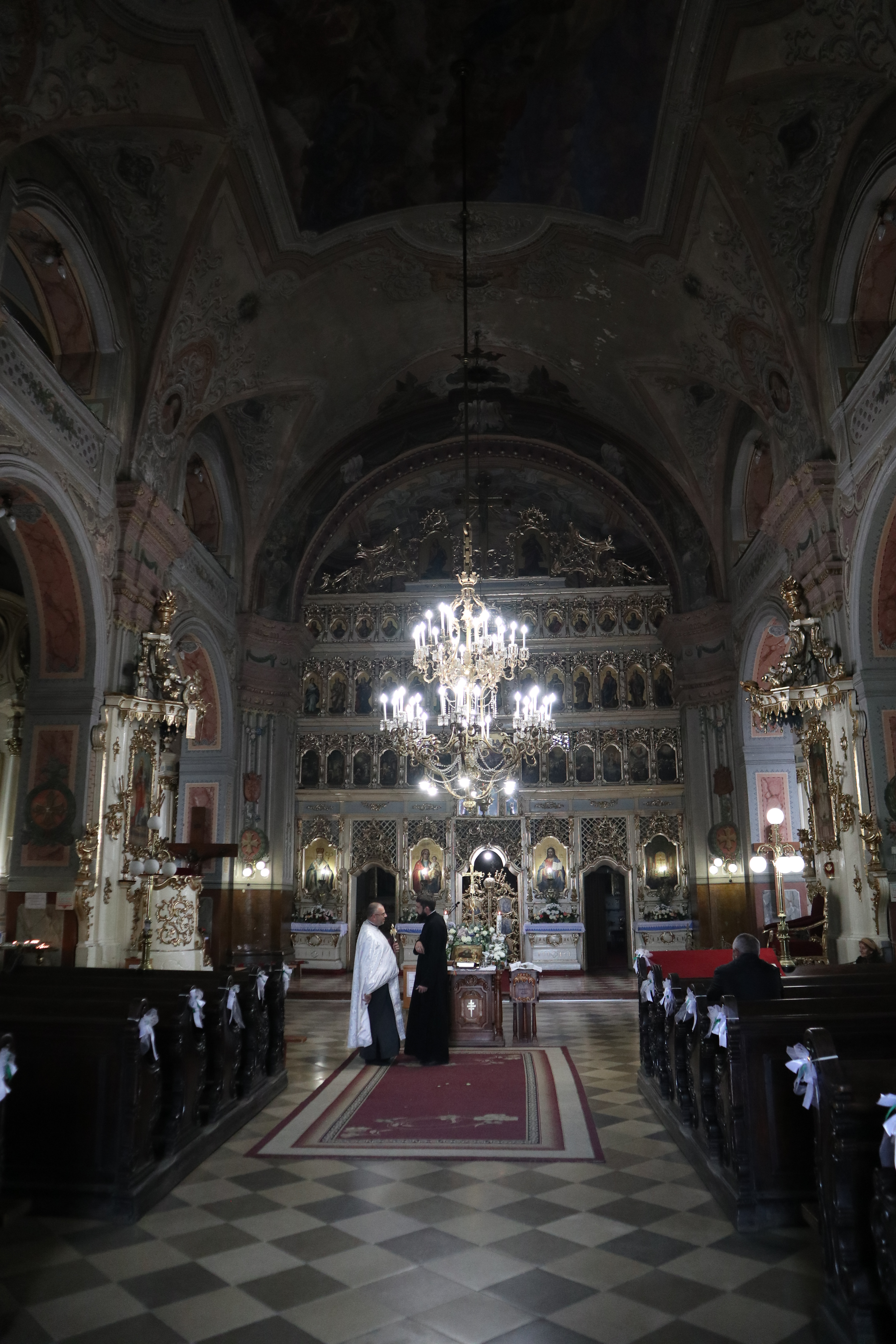
Katedralens interiör mot ikonostasen.
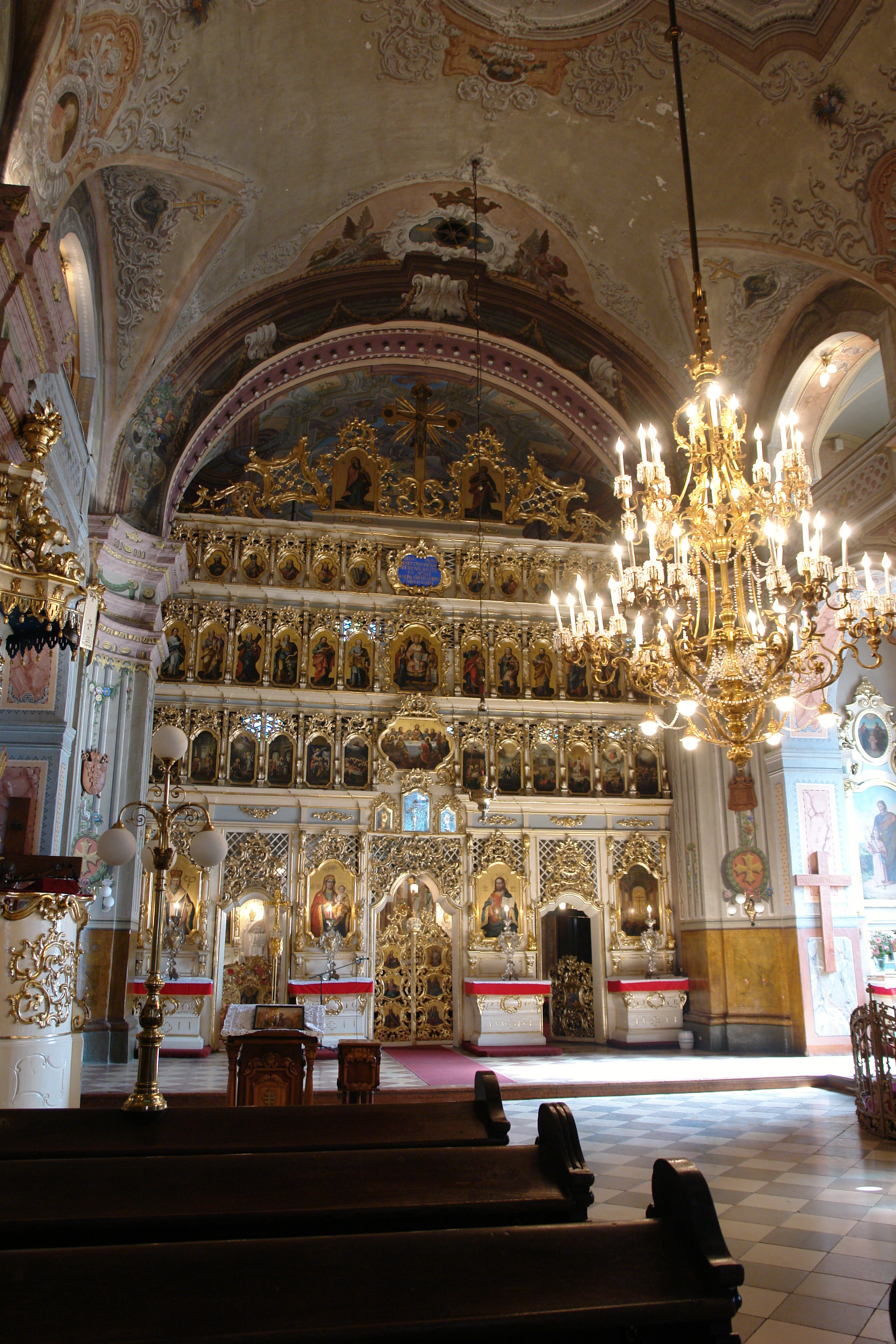
Ikonostasen.
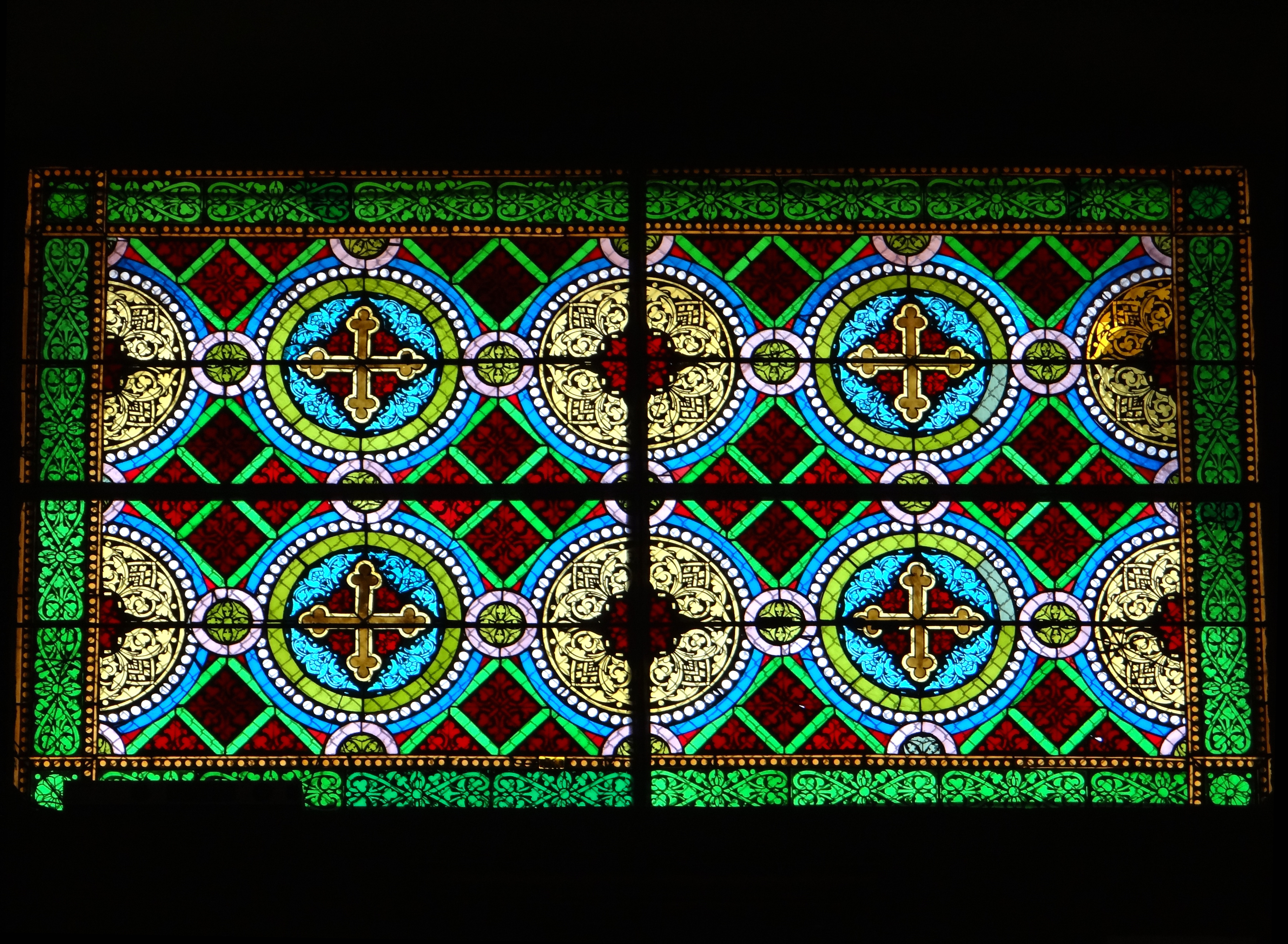
Glasmålning.